# Susanna Huygens

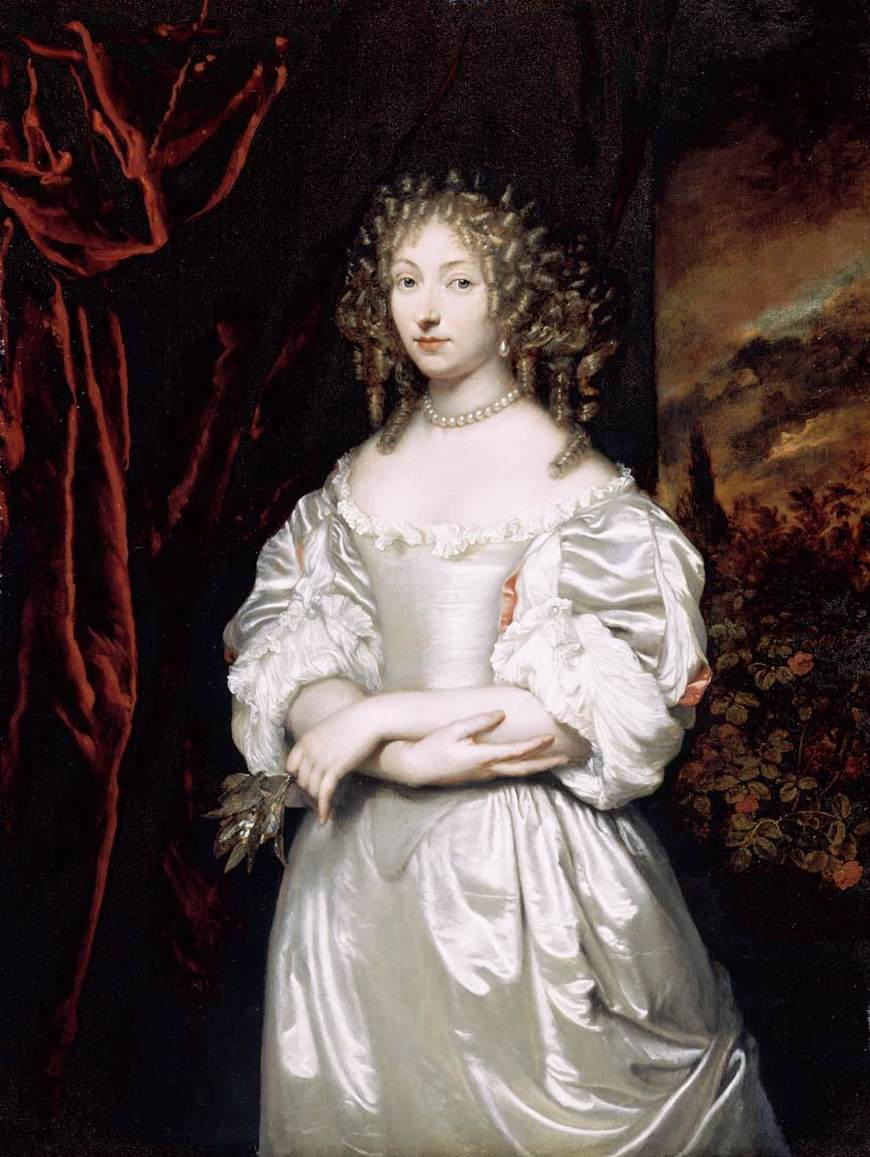
Susanna Huygens in 1669 geportretteerd door Caspar Netscher (Leiden Collection)

Susanna Huygens (Den Haag, 13 maart 1637 – aldaar, 24 augustus 1725), in huiselijke kring vaak Zus genoemd, was de enige dochter van Constantijn Huygens en Suzanna van Baerle. Susanna werd bekend door de geschriften van haar vader en de correspondentie met haar broer Christiaan Huygens.

## Leven
Susanna Huygens was de dochter van dichter en diplomaat Constantijn Huygens en zijn vrouw Suzanna van Baerle. Suzanna overleed enkele maanden na de geboorte van Susanna, waarschijnlijk door complicaties na de bevalling. Susanna groeide op in Den Haag en haar opvoeding was voornamelijk gericht op haar latere rol als echtgenote, moeder en huisvrouw. Op 20 april 1660 trouwde zij met haar neef Philips Doubleth, waarna ze bij haar schoonfamilie op het buitenverblijf Clingendael in Wassenaar introk. Zij kregen zes kinderen, van wie er drie al vroeg overleden.  Susanna overleefde haar broers en haar man en stierf op 88-jarige leeftijd als zeer vermogende vrouw.